# مايك هوف (لاعب هوكي الجليد)
مايك هوف هو لاعب هوكي الجليد كندي، ولد في 6 فبراير 1963 في مونتريال في كندا.

## وصلات خارجية
- مايك هوف على موقع دوري الهوكي الوطني (الإنجليزية)
- مايك هوف على موقع قاعة مشاهير الهوكي (لاعب أن.إتش.أل) (الإنجليزية)
- مايك هوف على موقع EliteProspects.com (الإنجليزية)
- مايك هوف على موقع HockeyDB.com (الإنجليزية)
- مايك هوف على موقع Hockey-Reference.com (الإنجليزية)